# Звонница Софийского собора
Зво́нница Софийского собора (Софийская звонница) — памятник архитектуры XV—XVIII веков в Новгородском детинце. Представляет собой многопролётное стенообразное подколоколенное сооружение. Впервые в летописи упоминается в 1437 году, когда там приводятся сведения, что во время наводнения звонница упала в Волхов вместе с крепостной стеной.
Звонница расположена с внутренней стороны восточной стены детинца, почти вплотную к стене, в нескольких метрах севернее арки, сооружённой в XIX веке на месте рухнувшей в 1745 году Пречистенской башни. Длина звонницы Софийского собора — 22,5 м, ширина — 3,4 м.

## История строительства
В 1439 году по указанию новгородского архиепископа Евфимия II возвели «колокольницу каменную на старом месте, на городе (то есть на крепостной стене)». Существовало также предположение таких исследователей, как К. К. Романов, Д. А. Петров и др., что дата восстановления колокольни была другой — 1455 год, в то время «постави владыка Еуфимий колоколницю камену у Св. Софии», но по результатам археологических раскопок 1995 года методом дендрохронологии определили дату лежней под фундаментом звонницы — 1437 год, что подтвердило дату 1439 год. Существовало также мнение, что до падения в Волхов звонница стояла на городской стене и была рассчитана на небольшие колокола, а звонница, упомянутая под датой 1455 года, стояла у юго-западного угла Софийского собора, что видно на изображении Новгородского кремля на Михайловской иконе «Знамения Божией Матери», конца XVII века. Также по версии, предложенной архитектором Дмитрием Петровым, декоративные элементы на стенах Софийской звонницы, такие как ниши и пояски с готическими деталями построек XV века, говорят о возможности строительства звонницы западноевропейскими мастерами, вероятно, участвовавшими в строительстве в Новгороде и Владычной палаты в 1433 году.
В 1530—1540-х гг., в связи с перестройкой стены, а также с развитием колокололитейных технологий, что вызвало появление новых, значительно больших колоколов, звонница была реконструирована. К этому же времени предположительно относят и сооружение одноэтажной пристройки у звонницы со внутренней стороны детинца. При этой перестройке количество пролётов было увеличено до пяти (прежде звонница имела только три пролёта), а количество столбов с четырёх до шести; венчать звонницу стали пять восьмигранных кирпичных шатров. Также тогда была увеличена и высота яруса звона. По результатам исследований Ю. Э. Крушельницкого, проведённых в ходе ремонтно-восстановительных работ в 1940-х годах, предполагалось, что три сводчатые камеры между Софийской звонницей и стеной имелись первоначально, но, по мнению Д. А. Петрова, камеры были сооружены в конце XV века при сооружении новых крепостных стен. О внешнем виде звонницы до реконструкции Евфимия II, до проведения послевоенных исследований, можно было судить по изображению звонницы на омофоре патриарха Никона, где она изображена трёхпролётной, а после реконструкции о виде пятипролётной звонницы можно судить по изображению на иконе «Видение пономаря Тарасия».
Во второй половине XVII века на западную пристройку достроили второй этаж и пристроили к ней с южной стороны каменное крыльцо, приспособили опоры под ещё большие колокола, а в сторону Пречистенской башни, с южной стены звонницы, пристроили т. н. «домик при звоннице»; пять шатров, увенчивавших звонницу, были переделаны в высокие щипцы-фронтоны.
В середине XVIII веке верхнюю часть звонницы Софийского собора перестроили в нынешний вид, в том числе установив по центру главу на цилиндрической основе.
В начале XX века произведена замена перекрытия на более лёгкое, из двух плоских небольших кирпичных сводов, по которым была положена плоская асфальтовая кровля. В начале 1930-х гг. Софийская звонница пришла в аварийное состояние, что повлекло значительные ремонтные работы, при которых был убран свод пристройки, а западная стена пристройки частично была переложена; также была сделана железная кровля.
С июня по октябрь 2007 года звонница была закрыта на реставрацию, в рамках работ по подготовке к празднованию 1150-летию Великого Новгорода в 2009 году.

## В годы Великой Отечественной войны
В августе 1941 года, когда фашистские войска приближались к Новгороду, поступил приказ о эвакуации колоколов с Софийской звонницы, но во время бомбёжки баржу с тремя самыми большими колоколами разбило прямым попаданием, а колокола опустились на дно Волхова. Два самых крупных колокола зарыли близ детинца в грунт. От попавшей в домик при звоннице авиабомбы звонница также сильно пострадала, артиллерийским огнём было разрушено крыльцо.
Восстановлена звонница была в 1948 году. Ныне она используется по назначению, также в верхней части звонницы есть смотровая площадка и действует выставка «Древние колокола Великого Новгорода».

## Колокола
Близ звонницы установлены
1. 100 пудовый колокол, отлит в 1589 году и подарен Борисом Годуновым Духову монастырю
2. 200 пудовый колокол, отлит в 1599 году для Хутынского монастыря мастерами Василием Ивановым, Афанасием Панкратьевым и Иоакимом Ивановым
3. колокол весом 1614 пудов, был отлит в 1659 году в Новгородском детинце мастером Ермолаем Васильевым
4. 590 пудовый колокол, отлит в 1839 году
5. 300 пудовый колокол. отлит в 1677 году.

Самый крупный колокол называют также «Праздничным», а «Воскресным» — колокол XIX века, остальные «вседневные» (XVII—XVIII вв.).
В звоннице на выставке «Древние колокола Великого Новгорода» представлено 14 колоколов весом от 1,5 до 20 пудов.
18 сентября 2009 года, в рамках торжеств, посвящённых 1150-летию города, у звонницы состоялся чин освящения архиепископом Новгородским и Старорусским Львом нового колокола, отлитого в Воронеже с надписью «Лит сей колокол в 2009 году в память свершившегося 1150-летия Великого Новгорода при президенте Российской Федерации Дмитрие Медведеве, губернаторе Новгородской области Сергее Митине, мэре Великого Новгорода Юрии Бобрышеве, Святейшем патриархе Московском и Всея Руси Кирилле». Первый удар в колокол произвёл Президент России Дмитрий Медведев.
- Экспонаты выставки «Древние колокола Великого Новгорода»
- Колокол 1659 года у Софийской звонницы
- Колокол 2009 года, отлитый в Воронеже и подаренный городу на 1150-летие

## Легенда
По легенде, когда Иван Грозный, будучи в Новгороде, переправлялся верхом по Великому мосту через Волхов, звонарь Софийской звонницы, завидев царя, так сильно забил в самый большой колокол (не сохранившийся), что испугал царского коня, который встал на дыбы и сбросил царя. За сей проступок царь велел отрубить колоколу все уши, окромя среднего, а колокол ещё долго продолжал висеть на звоннице, но прозвище его стало «безухий».